# Ястшембя (Нижньосілезьке воєводство)
Ястшембя (пол. Jastrzębia) — село в Польщі, у гміні Ґура Ґуровського повіту Нижньосілезького воєводства.
Населення — 245 осіб (2011).
У 1975—1998 роках село належало до Лешненського воєводства.

## Демографія
Демографічна структура станом на 31 березня 2011 року:
|          | Загалом | Допрацездатний вік | Працездатний вік | Постпрацездатний вік |
| -------- | ------- | ------------------ | ---------------- | -------------------- |
| Чоловіки | 126     | 25                 | 91               | 10                   |
| Жінки    | 119     | 24                 | 63               | 32                   |
| Разом    | 245     | 49                 | 154              | 42                   |